# Кубок Латвії з футболу 1999
Кубок Латвії з футболу 1999 — 58-й розіграш кубкового футбольного турніру в Латвії. Титул вперше здобула Рига.

## Календар
| Раунд      | Дата                 | Матчі | Клуби  |
| ---------- | -------------------- | ----- | ------ |
| 1/8 фіналу | 13-14 квітня 1999    | 8     | 16 → 8 |
| 1/4 фіналу | 5 травня 1999        | 4     | 8 → 4  |
| 1/2 фіналу | 12/19-20 травня 1999 | 4     | 4 → 2  |
| Фінал      | 26 травня 1999       | 1     | 2 → 1  |

## 1/8 фіналу
| Команда 1                | Рахунок | Команда 2          |
| ------------------------ | ------- | ------------------ |
| 13-14 квітня 1999        |         |                    |
| Несте (Рига) (3)         | -:+     | Резекне            |
| Лоде (3)                 | 0:7     | Металургс (Лієпая) |
| Мідо (Рига) (2)          | 0:4     | Рига               |
| Дінабург                 | 7:0     | Стамерієна (3)     |
| Сконто/Металс (Рига) (2) | 0:5     | Валмієра           |
| Цесіс (3)                | 0:17    | Сконто             |
| Салдус (2)               | 0:2     | Поліціяс (Рига)    |
| Вентспілс                | 8:0     | Ауда (2)           |

## 1/4 фіналу
| Команда 1          | Рахунок | Команда 2 |
| ------------------ | ------- | --------- |
| 5 травня 1999      |         |           |
| Металургс (Лієпая) | 7:0     | Резекне   |
| Рига               | 3:1     | Дінабург  |
| Валмієра           | 1:4     | Сконто    |
| Поліціяс (Рига)    | 0:4     | Вентспілс |

## 1/2 фіналу
| Команда 1         | Заг. | Команда 2          | 1-й матч | 2-й матч |
| ----------------- | ---- | ------------------ | -------- | -------- |
| 12/19 травня 1999 |      |                    |          |          |
| Вентспілс         | 3:4  | Сконто             | 0:1      | 3:3      |
| 12/20 травня 1999 |      |                    |          |          |
| Рига              | 3:1  | Металургс (Лієпая) | 2:1      | 1:0      |

## Фінал
| 26 травня 1999 |

| Рига                                                                                              | 1:1      | Сконто |
| ------------------------------------------------------------------------------------------------- | -------- | --- |
| Шарандо 61'                                                                                       | Протокол | Землинський 44' (пен.)                                                                                         |
|                                                                                                   | Пенальті | |
| Аксьонов · Козлов · Кітто · Нестеренко · Корабльовс · Пумпа · Шарандо · Бальсевичюс · Карашаускас | 6:5      | Міхолапс · Рубінс · Благонадєждінс · Землинський · Сілагадзе · Бабичев · Колесніченко · Блейделіс · Терешкінас |

| Даугава, Рига Глядачів: 2 000 Арбітр: Андрій Сипайло |